# Emiddio Novi
Emiddio Novi (Sant'Agata di Puglia, 1º gennaio 1946 – Sant'Agata di Puglia, 24 agosto 2018) è stato un giornalista e politico italiano.

## Biografia
Nato il 1º gennaio 1946 a Sant'Agata di Puglia, in provincia di Foggia, laureatosi in giurisprudenza, ha intrapreso la professione giornalistica, dove presso il quotidiano Roma è stato coordinatore dei servizi interni esteri ed economia, oltre che inviato negli Stati Uniti e nelle capitali europee per seguire eventi di politica estera.
Ha diretto Il Giornale di Napoli ed ha collaborato a vari quotidiani e periodici nazionali, tra cui il settimanale Il Borghese ed i quotidiani La Notte e Il Giornale d'Italia.
Coniugato, ebbe tre figli. È morto all'età di 72 anni dopo essere stato investito da un camion in Piazza XX Settembre nel suo paese natale, Sant'Agata di Puglia. L'annuncio è stato dato dalla famiglia con un messaggio sulla pagina Facebook dell'ex senatore. Scrive il figlio, Errico Novi: «È finito in circostanze pazzesche, probabilmente investito, ma c'è un pm della Procura di Foggia che indaga e io non ho certezze. Quello che conta è che ha sempre continuato a combattere con le idee, come ha fatto da quand'era ragazzino. Nei suoi 72 anni ha sparso semi che germoglieranno ancora».

### Attività politica

#### Parlamentare di Forza Italia

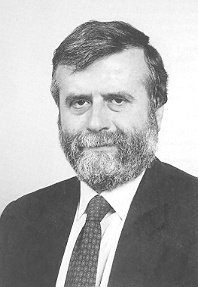
Emiddio Novi eletto alla Camera dei deputati nel 1994

Con la discesa in campo nella politica di Silvio Berlusconi, si è candidato alle elezioni politiche del 1994 alla Camera dei deputati, venendo eletto deputato a Napoli, dove ha ricoperto l'incarico di vice-presidente del gruppo parlamentare di Forza Italia a Montecitorio, capogruppo alla Commissione giustizia e componente della Commissione esteri della Camera.
Alle elezioni politiche del 1996 venne eletto al Senato della Repubblica, dove ha svolto le funzioni di vice-presidente del gruppo parlamentare di Forza Italia, componente della Commissione Lavoro e componente, nella XIII e XIV legislatura, delle Commissioni bicamerali, antimafia e vigilanza Rai.

#### Candidatura a sindaco di Napoli
Candidato sindaco a Napoli nelle elezioni amministrative del 1997, per il Polo delle Libertà, è stato capogruppo di Forza Italia in consiglio comunale fino al 2001.
Tra gli incarichi di partito ricoperti vanno ricordati la nomina di Commissario Regionale in Sardegna e l'elezione a Coordinatore dell'area metropolitana di Napoli.

#### Presidente della Commissione Ambiente del Senato
Rieletto al Senato per la seconda volta con la Casa delle Libertà alle politiche del 2001, nel collegio 15 della Campania, ha svolto il ruolo di presidente della Commissione Territorio, Ambiente e Beni Ambientali.
È stato capo delegazione in alcuni grandi meeting sullo sviluppo sostenibile, tra i quali vanno ricordati il Summit di Johannesburg e di Nuova Delhi.

#### L'ultimo mandato da senatore
Nel 2006 è stato riconfermato senatore nella circoscrizione Campania ed è stato vicepresidente del gruppo di Forza Italia al Senato, rivestendo anche l'incarico di componente della Commissione lavoro e della Commissione antimafia fino alla scadenza del mandato, il 28 aprile 2008.

## Opere
- La dittatura dei banchieri. L'economia usuraia, l'eclissi della democrazia, la ribellione populista, Controcorrente, Napoli 2012, ISBN 978-88-89015-94-0
- La riscossa populista, Controcorrente, Napoli 2019, ISBN 9788898000265